# Schrödinger-Bild
Das Schrödinger-Bild der Quantenmechanik ist ein Formalismus für den Umgang mit zeitabhängigen Problemen. Im Schrödinger-Bild wird die zeitliche Entwicklung der Zustände des Systems von den Zustandsvektoren getragen, die Operatoren ändern sich (abgesehen von eventuellen expliziten Zeitabhängigkeiten) nicht. Das Schrödinger-Bild unterscheidet sich damit vom Heisenberg-Bild der Quantenmechanik, in dem die Zustände zeitlich konstant sind und die Zeitentwicklung von den Operatoren getragen wird, sowie vom Wechselwirkungsbild, in dem sich sowohl Zustände als auch Operatoren mit der Zeit ändern. Das Schrödinger-Bild eignet sich vor allem zur Beschreibung von Problemen, in denen der Hamilton-Operator des Systems nicht explizit von der Zeit abhängt.
Die Zeitentwicklung von Zuständen {\displaystyle |\psi (t)\rangle } wird durch die Schrödingergleichung beschrieben:
{\displaystyle \mathrm {i} \hbar {\frac {\partial }{\partial t}}|\,\psi (t)\rangle ={\hat {H}}|\,\psi (t)\rangle .}
wobei {\displaystyle {\hat {H}}} den Hamilton-Operator des Systems beschreibt. Die meisten Operatoren, z. B. der Ortsoperator {\displaystyle {\hat {x}}} oder der Impulsoperator {\displaystyle {\hat {p}}} tragen keine Zeitabhängigkeit (weder implizit noch explizit). Ist der Hamilton-Operator {\displaystyle {\hat {H}}} des Systems auch zeitunabhängig, so ist die Lösung der Schrödingergleichung zu einem Anfangszustand {\displaystyle |\psi (t=t_{0})\rangle } gegeben durch
{\displaystyle |\psi (t)\rangle =\mathrm {e} ^{-\mathrm {i} {\frac {{\hat {H}}(t-t_{0})}{\hbar }}}|\psi (t_{0})\rangle }

## Grundlagen
Die möglichen Zustände eines quantenmechanischen Systems sind Vektoren {\displaystyle |\psi \rangle } in einem Hilbert-Raum {\displaystyle {\mathcal {H}}}. Für jede messbare Eigenschaft des Systems gibt es nun einen hermiteschen Operator {\displaystyle T}. Der Erwartungswert der zugehörigen Messgröße bei wiederholter Messung an Systemen im selben Zustand  {\displaystyle |\psi \rangle } ist dann gegeben durch das Skalarprodukt {\displaystyle \langle \psi |T|\psi \rangle }.
Sollen sich die Eigenschaften des Systems mit der Zeit verändern, so muss entweder der Zustand {\displaystyle |\psi \rangle }, der Operator {\displaystyle T} oder beide eine Zeitabhängigkeit tragen. Je nach Modell kann man die Zeitentwicklung vollständig den Operatoren zuweisen (dann befindet man sich im Heisenberg-Bild) oder den Zuständen (dann befindet man sich im Schrödinger-Bild) oder gemischt beiden (dann befindet man sich im Wechselwirkungsbild). Alle diese Modelle sind äquivalent und liefern dieselben physikalischen Vorhersagen.

## Zeitabhängigkeiten von Operatoren und Zuständen
Das Schrödinger-Bild ist vor allem dazu geeignet, Systeme zu beschreiben, in denen sich die äußeren Rahmenbedingungen (also zum Beispiel von außen angelegte elektromagnetische Felder, oder die geometrischen Abmessungen des Systems) nicht ändern. In diesem Fall tragen die Messgrößen bzw. ihre zugeordneten Operatoren keine explizite Zeitabhängigkeit, es gilt also für alle Observablen {\displaystyle {\hat {T}}}:
{\displaystyle {\frac {\partial {\hat {T}}}{\partial t}}=0.}
Die Zeitabhängigkeit liegt stattdessen vollständig bei den Zuständen, deren Zeitentwicklung durch die Schrödinger-Gleichung
{\displaystyle \mathrm {i} \hbar {\frac {\partial }{\partial t}}|\,\psi (t)\rangle ={\hat {H}}|\,\psi (t)\rangle .}
gegeben ist. Sind die Rahmenbedingungen des Systems nicht statisch, so können auch die Messgrößen eine explizite Zeitabhängigkeit tragen. Die Entwicklung des Zustands des Systems ist dann zwar weiterhin durch die Schrödingergleichung gegeben, allerdings trägt dann der Hamiltonoperator {\displaystyle {\hat {H}}} des Systems in der Regel eine explizite Zeitabhängigkeit, die das Lösen der Schrödingergleichung verkompliziert.

## Zeitentwicklungsoperator
Die Zeitentwicklung von Zuständen kann man auch als Wirkung eines zeitabhängigen, unitären Operators {\displaystyle {\hat {U}}(t,t_{0})} auffassen. Dieser Operator bildet den anfänglichen Zustand {\displaystyle |\psi (t_{0})\rangle } des Systems zum Zeitpunkt {\displaystyle t_{0}} auf die Lösung {\displaystyle |\psi (t)\rangle } der Schrödingergleichung zu einem anderen Zeitpunkt {\displaystyle t} ab:
{\displaystyle |\psi (t)\rangle ={\hat {U}}(t,t_{0})|\psi (t_{0})\rangle }
Der Zeitentwicklungsoperator eines quantenmechanischen Systems spielt damit die analoge Rolle zum Fluss eines dynamischen Systems. Für die zugehörigen Bras {\displaystyle \langle \psi (t_{0})|} folgt daraus:
{\displaystyle \langle \psi (t)|=\langle \psi (t_{0})|{\hat {U}}^{\dagger }(t,t_{0}).}
Wobei {\displaystyle {\hat {U}}^{\dagger }(t,t_{0})} den zu {\displaystyle {\hat {U}}(t,t_{0})} adjungierten Operator bezeichnet.

### Eigenschaften
- Unitarität

Der Zeitentwicklungsoperator ist ein Unitärer Operator, die Norm eines quantenmechanischen Zustands ändert sich also in der zeitlichen Entwicklung nicht:
{\displaystyle \langle \psi (t)|\psi (t)\rangle =\langle \psi (t_{0})|{\hat {U}}^{\dagger }(t,t_{0}){\hat {U}}(t,t_{0})|\psi (t_{0})\rangle =\langle \psi (t_{0})|\psi (t_{0})\rangle .}
Wie für alle unitären Operatoren gilt damit für {\displaystyle {\hat {U}}(t,t_{0})}, dass der zu {\displaystyle {\hat {U}}(t,t_{0})} adjungierte Operator sein Inverses ist:
{\displaystyle {\hat {U}}^{\dagger }(t,t_{0}){\hat {U}}(t,t_{0})=I.}
- Identität

Ist t = t0, dann wirkt U wie der Einheitsoperator, da dann ja gilt:
{\displaystyle |\psi (t_{0})\rangle ={\hat {U}}(t_{0},t_{0})|\psi (t_{0})\rangle .}
- Gruppeneigenschaft:

Seien drei Zeiten {\displaystyle t_{0}}, {\displaystyle t_{1}} und {\displaystyle t_{2}} gegeben. Dann erfüllt der Zeitentwicklungsoperator die Bedingung:
{\displaystyle {\hat {U}}(t_{2},t_{0})={\hat {U}}(t_{2},t_{1}){\hat {U}}(t_{1},t_{0}).}
Denn für beliebige Anfangszustände {\displaystyle |\psi (t_{0})\rangle } muss ja gelten:
{\displaystyle {\hat {U}}(t_{2},t_{1}){\hat {U}}(t_{1},t_{0})|\psi (t_{0})\rangle ={\hat {U}}(t_{2},t_{1})|\psi (t_{1})\rangle =|\psi (t_{2})\rangle ={\hat {U}}(t_{2},t_{0})|\psi (t_{0})\rangle .}

### Differentialgleichung für den Zeitentwicklungsoperator
Für beliebige Anfangszustände {\displaystyle |\psi (t_{0})\rangle } ist
{\displaystyle |\psi (t)\rangle ={\hat {U}}(t,t_{0})|\psi (t_{0})\rangle }
eine Lösung der Schrödingergleichung, damit gilt also für beliebiges, festes {\displaystyle |\psi (t_{0})\rangle }, dass
{\displaystyle \mathrm {i} \hbar {\frac {\partial }{\partial t}}{\hat {U}}(t,t_{0})|\,\psi (t_{0})\rangle ={\hat {H}}{\hat {U}}(t,t_{0})|\,\psi (t_{0})\rangle .}
Da dies für beliebiges {\displaystyle |\psi (t_{0})\rangle } gilt, muss schon die folgende Operator-Gleichung gelten:
{\displaystyle \mathrm {i} \hbar {\frac {\partial }{\partial t}}{\hat {U}}(t,t_{0})={\hat {H}}{\hat {U}}(t,t_{0})}
Ist der Hamiltonian {\displaystyle {\hat {H}}} nicht explizit zeitabhängig, so kann man diese Differentialgleichung für den Operator {\displaystyle {\hat {U}}(t,t_{0})} durch einen einfachen Exponentialansatz lösen:
{\displaystyle {\hat {U}}(t,t_{0})=\mathrm {e} ^{-\mathrm {\frac {i}{\hbar }} {\hat {H}}(t-t_{0})}}
Die Exponentialfunktion eines Operators ist dabei für beschränkte Operatoren {\displaystyle {\hat {T}}} über die zugehörige Potenzreihe
{\displaystyle \mathrm {e} ^{\hat {T}}=1+{\hat {T}}+{\frac {1}{2}}{\hat {T}}^{2}+\cdots .}
erklärt. Für unbeschränkte selbstadjungierte Operatoren, bei denen der Begriff der Konvergenz einer Potenzreihe nicht definiert ist, benötigt man zur Definition der Exponentialfunktion eines Operators Hilfsmittel wie die Spektralzerlegung des Operators.

### Eigenzustände des Hamilton-Operators
Besonders einfach ist die Wirkung des Zeitentwicklungsoperators {\displaystyle {\hat {U}}(t,t_{0})} auf Eigenvektoren des Hamiltonians {\displaystyle {\hat {H}}}. Ist {\displaystyle |E_{n}\rangle } ein Eigenvektor von {\displaystyle {\hat {H}}} zum Eigenwert {\displaystyle E_{n}\in \mathbb {R} } so gilt:
{\displaystyle {\hat {U}}(t,t_{0})|E_{n}\rangle =\mathrm {e} ^{\mathrm {i} {\frac {E_{n}(t-t_{0})}{\hbar }}}|E_{n}\rangle }
Was man leicht überprüft, indem man den Zeitentwicklungsoperator als Potenzreihe ausschreibt. Die Eigenzustände des Hamilton-Operators ändern sich damit im zeitlichen Verlauf nur um einen Phasenfaktor. Schreibt man einen anderen Zustand {\displaystyle |\psi (t_{0})\rangle } als Linearkombination von Eigenvektoren {\displaystyle |E_{n}\rangle } des Hamiltonians mit Entwicklungskoeffizienten {\displaystyle c_{n}=\langle E_{n}|\psi (t_{0})\rangle }, ist:
{\displaystyle |\psi (t_{0})\rangle =\sum _{n}c_{n}|E_{n}\rangle }
Dann gilt für die Zeitentwicklung von {\displaystyle |\psi (t_{0})\rangle } aufgrund der Linearität des Zeitentwicklungsoperators
{\displaystyle |\psi (t)\rangle =\sum _{n}c_{n}\mathrm {e} ^{\mathrm {i} {\frac {E_{n}(t-t_{0})}{\hbar }}}|E_{n}\rangle }
Damit ist die Lösung der zeitabhängigen Schrödingergleichung zurückgeführt auf das Problem der Entwicklung von Zuständen {\displaystyle |\psi (t_{0})\rangle } nach den Eigenzuständen des Hamiltonians.

### Zeitabhängiger Fall
Ist der Hamiltonian nicht zeitunabhängig, so verkompliziert sich die Bestimmung des Zeitentwicklungsoperators. Im allgemeinen Fall ist der Zeitentwicklungsoperator gegeben durch die Dyson-Reihe
{\displaystyle U(t,t_{0})={\mathcal {T}}\,\mathrm {e} ^{{\frac {1}{\mathrm {i} \hbar }}\int _{t_{0}}^{t}{\hat {H}}(t_{1})\,\mathrm {d} t_{1}}.}
wobei {\displaystyle {\mathcal {T}}} den Zeitordnungsoperator bezeichnet. Nimmt man an, dass die Hamilton-Operatoren zwar zeitabhängig sind, aber zumindest miteinander kommutieren, also für beliebige {\displaystyle t_{1}}, {\displaystyle t_{2}} die Bedingung
{\displaystyle [{\hat {H}}(t_{1}),{\hat {H}}(t_{2})]=0}
erfüllen, so wirkt der Zeitordnungsoperator als Identität und der Ausdruck vereinfacht sich zu
{\displaystyle U(t,t_{0})=\,\mathrm {e} ^{{\frac {1}{\mathrm {i} \hbar }}\int _{t_{0}}^{t}{\hat {H}}(t_{1})\,\mathrm {d} t_{1}}.}